# Novofoudrasia
Novofoudrasia is een geslacht van kevers uit de familie bladkevers (Chrysomelidae).
De wetenschappelijke naam van het geslacht werd in 1901 gepubliceerd door Jacobson.

## Soorten
- Novofoudrasia curvata (Yu in Wang & Yu, 1997)